# ثقب البظر
ثقب البظر هو عملية ثقب مباشرة لحشفة البظر. باتت في الآونة الأخيرة عملية ثقب البظر عملية شائعة نسبيا وذلك لعدة أسباب من بينها الرغبة في تلف الأعصاب على مستوى تلك المنطقة وبالتالي فقدان كل أنواع الشعور والأحساسيس عند استثارتها (نادر جدا)،  بالإضافة إلى ما تحمله العملية من إثارة وما تُخلفه من جمال خاصة إحساس السيدة بحمل حلقة حديدة صغيرة على الدوام داخل مهبلها. كثيرا ما يتم الخلط بين ما يُعرف بثقب البظر وبين اختراق غطاء البظر لا غير. جدير بالذكر هنا أن هناك بعض النساء اللواتي يستعملن المجوهرات بدل الحلقات الحديدة للحصول على إثارة وجمال أكثر في منطقة تُعتبر من بين أكثر المناطق حساسية على مستوى الجسم.

## نظرة عامة
اعتمادا على تشريح تلك المنطقة التناسلية؛ فثقب البظر يُمكنُ أن يتمَّ بشكل عمودي أو حتى أفقي. نالت عملية ثقب البظر شعبية كبيرة -على غرار عملية ثقب حشفة القضيب- وذلك بسبب ما انتشر عنها؛ من كون هذه العملية تزيد من التحفيز الجنسي وذلك بسبب الكثير من النهايات العصبية على مستوى تلك المنطقة؛ وبالتالي فإن أي هز أو تلاعب بسيط بتلك الحلقة الحديدية -أو المجوهرات- يُولد إحساسا باللذة والإثارة. شعبية هذه العملية لم تقتصر على الناس العاديين فقط بل هي معروفة في ثقافة السادية المازوخية.

## معرض الصور

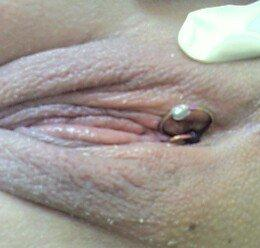
ثقب البظر مع تركيب حلقة حديدية صغيرة
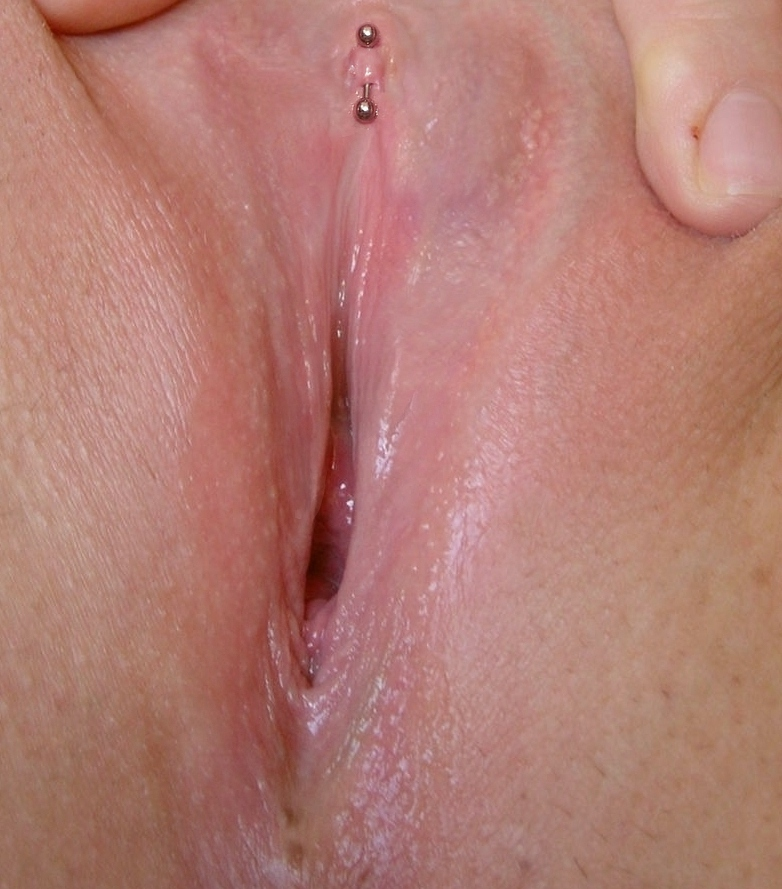
عملية ثقب للبظر بعد عملية تجميل للشفران نجم عنها إزالة بعض أجزاء من البظر والشفرين الصغيرين
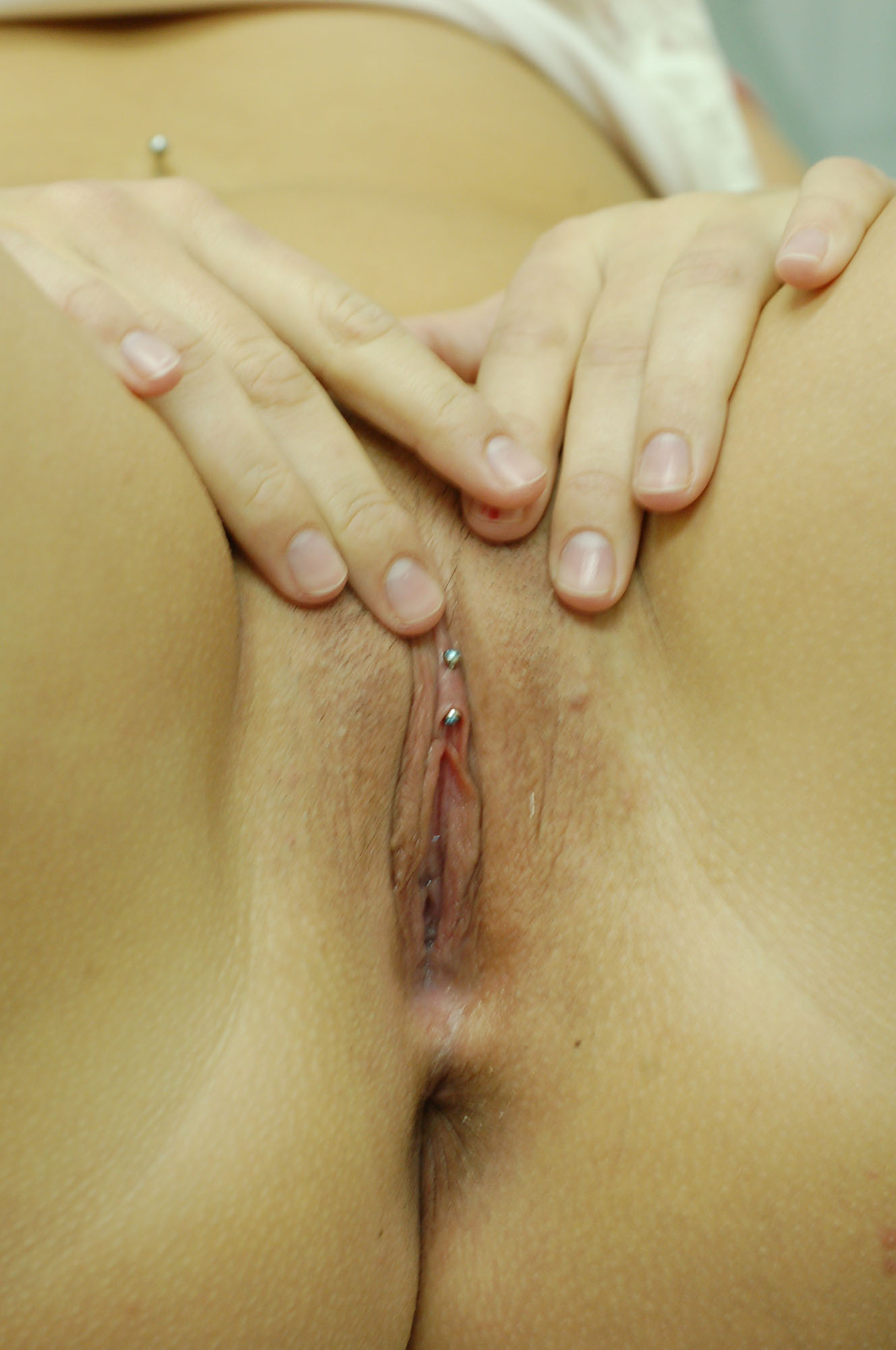
عملية ثقب للبظر